# Église Saint-Vigor de Louvigny
L'église Saint-Vigor est une église catholique située à Louvigny, en France.

## Localisation
L'église est située dans le département français du Calvados, au nord-est du bourg de Louvigny.

## Historique
Le clocher est inscrit au titre des Monuments historiques depuis le 16 mai 1927.
L'église est dédiée à Vigor, évêque de Bayeux de 513 à sa mort en 537.

## Architecture

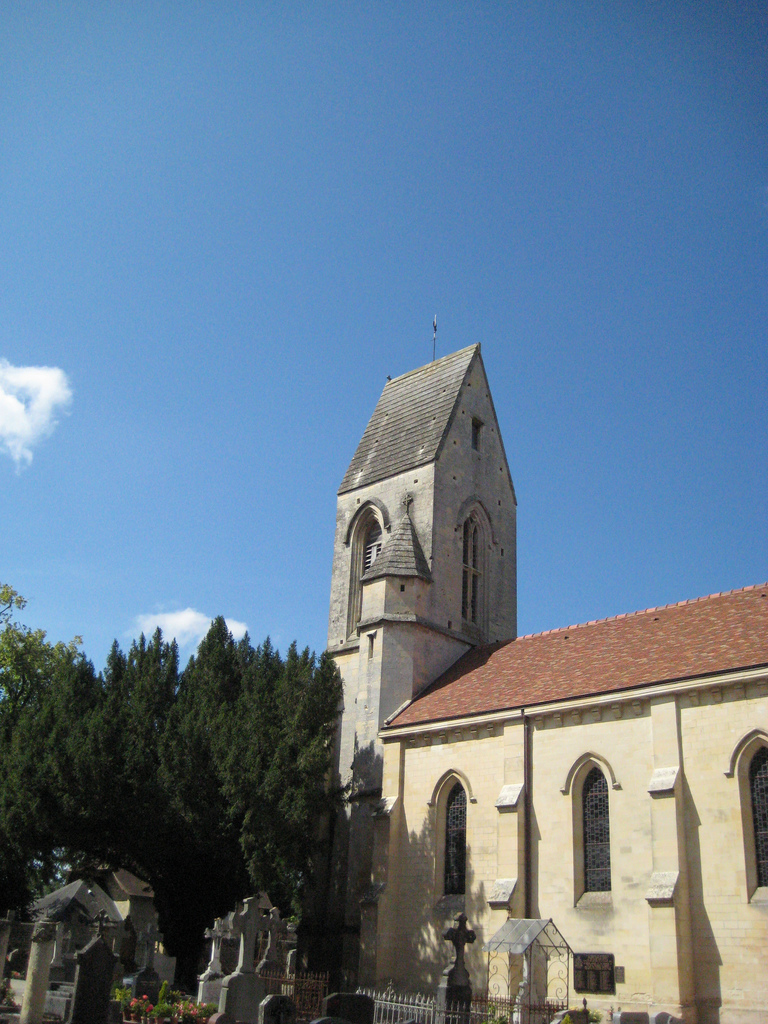
Le clocher vu du sud-est.
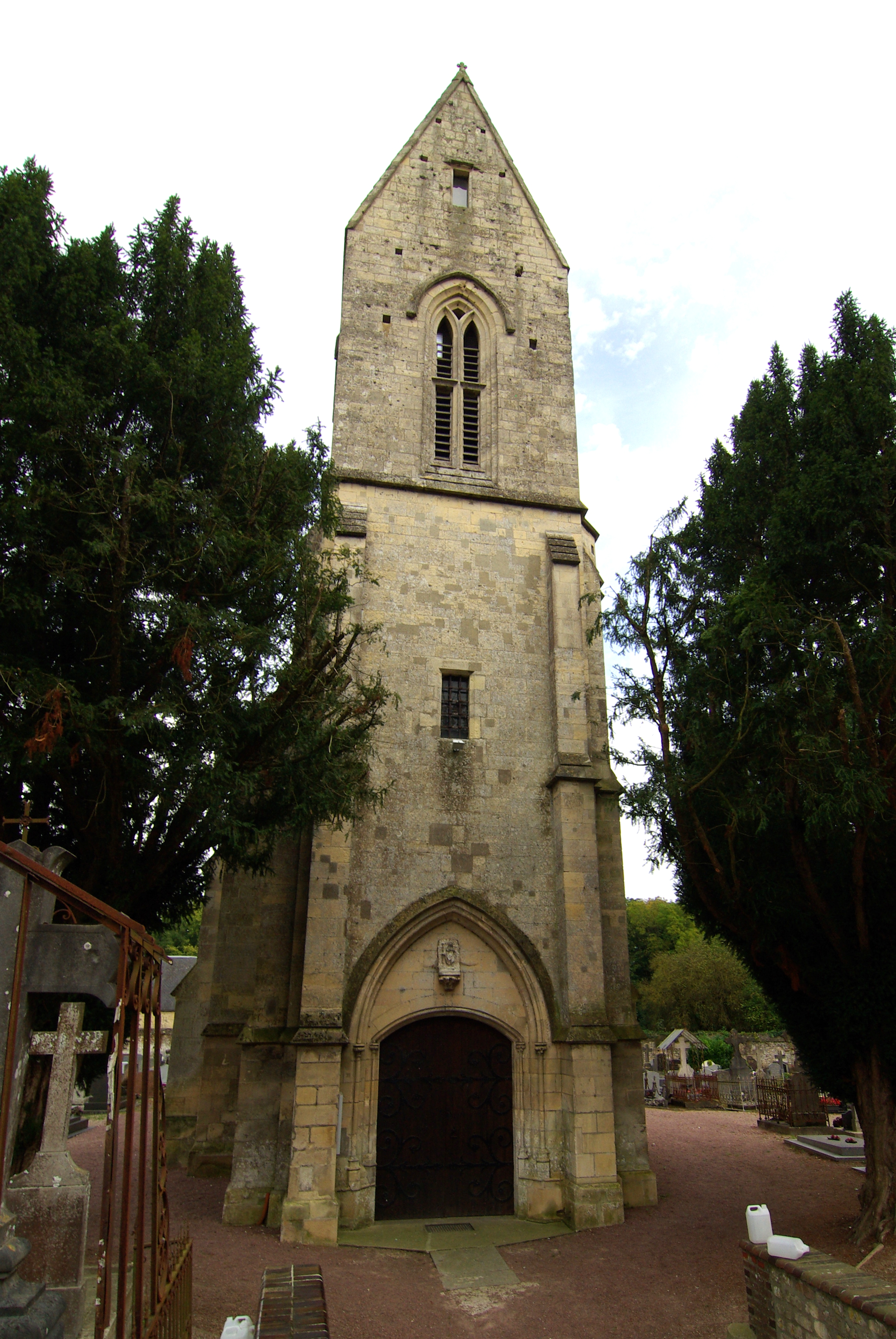
La façade occidentale du clocher.
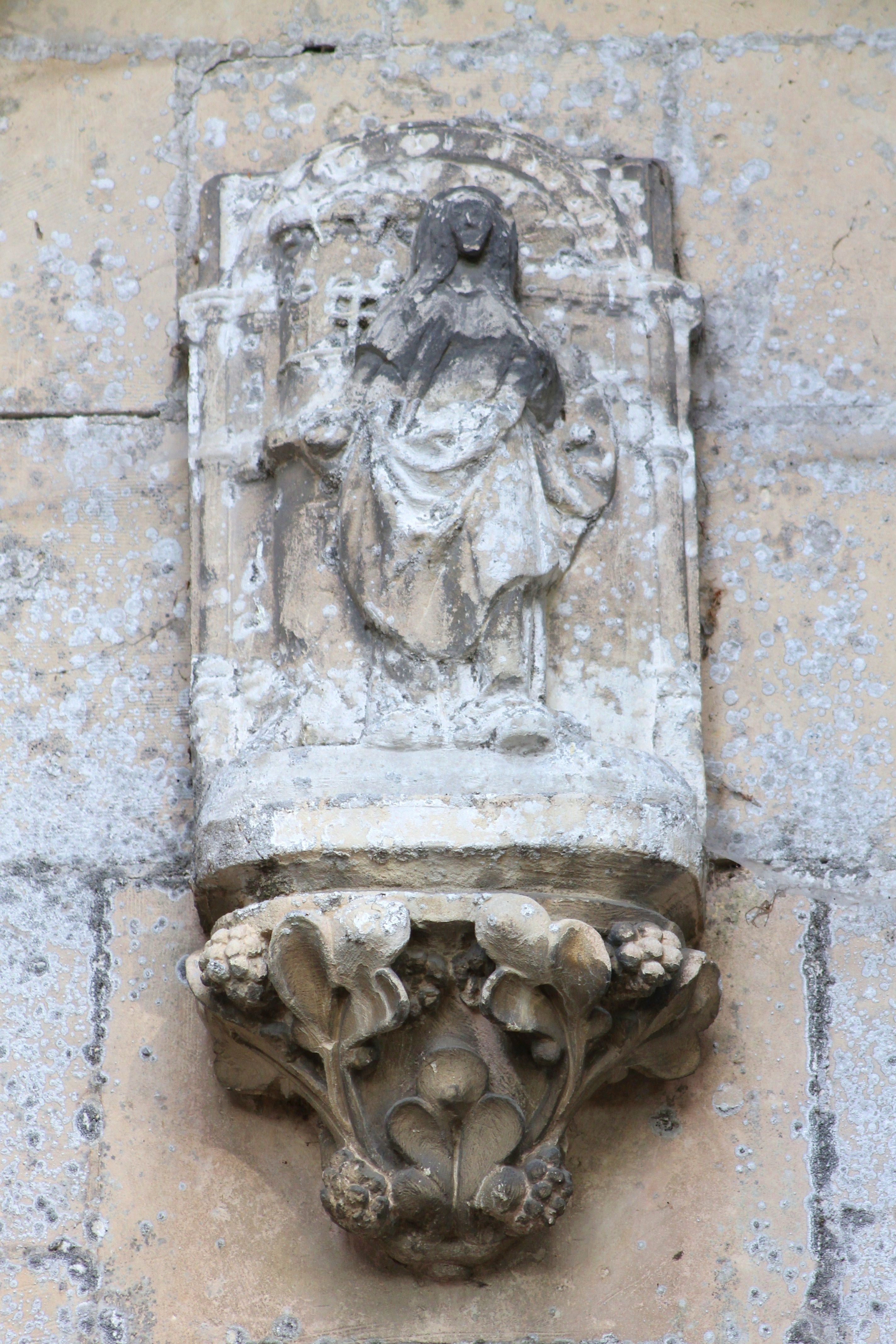
Statue au-dessus du portail.